# Anton Wilhelm Friedrich Koch
Anton Wilhelm Friedrich Koch (* 29. Juli 1755 in Jena; † 2. Februar 1820 ebenda) war ein deutscher Unternehmer und Begründer des späteren Bankhauses Koch in Jena.

## Leben
Der Sohn des Jenaer Stadthauptmanns Heinrich Koch (1723–1775) und der Maria Tänzer kam 1776 nach seiner Kaufmannslehre nach Jena zurück. 1778 wurde er in die Kramerinnung aufgenommen und richtete in der Saalgasse eine Materialwarenhandlung ein. Bereits ein Jahr später wurde ihm der Titel eines Hoffaktors verliehen. Die Verbreiterung seines Warenangebotes (Tabak, Zigarren, Schokolade, Likör) führte auch 1803 zur Gründung einer Porzellanfabrik. Sein Sohn Theodor (1786–1863) wurde 1809 Teilhaber des  Unternehmens „W. Koch & Sohn“, welches er 1814 als „W. Koch junior“ ganz übernahm.
Sein Engagement in der Stadt war vielfältig: seit 1798 überwachte er das Brauwesen, seit 1812 das Feuerlöschwesen. Daneben wurde er 1810 Ratsbeisitzer und 1816 Mitglied der Polizeikommission. Koch besaß zuletzt sieben Häuser, zahlreichen Grundbesitz und lieh der Stadt zinslos Geld.

## Sekundärliteratur
- Herbert Koch, Arwed Koch: Das Bankhaus Koch in Jena. 1778–1928, Jena: Vopelius 1928.
- Herbert Koch: Koch, Anton Wilhelm Friedrich. In: Neue Deutsche Biographie (NDB). Band 12, Duncker & Humblot, Berlin 1980, ISBN 3-428-00193-1, S. 249 (Digitalisat).
- Ingo Köhler: Bankhäuser, private, in: Matias Mieth, Rüdiger Stutz: Jena. Lexikon zur Stadtgeschichte, Tümmel-Verlag: Berching 2018, S. 64f.

| Personendaten    | Personendaten                 |
| ---------------- | ----------------------------- |
| NAME             | Koch, Anton Wilhelm Friedrich |
| KURZBESCHREIBUNG | deutscher Unternehmer         |
| GEBURTSDATUM     | 29. Juli 1755                 |
| GEBURTSORT       | Jena                          |
| STERBEDATUM      | 2. Februar 1820               |
| STERBEORT        | Jena                          |